# Jeroen Doorenweerd
Jeroen Doorenweerd (Terneuzen, 15 juli 1962) is een Nederlandse schilder, beeldhouwer en installatiekunstenaar.

## Leven en werk
Doorenweerd studeerde van 1981 tot 1986 aan de Fontys Academie voor Beeldende Vorming in Tilburg en van 1987 tot 1989 bij Ateliers '63 in Haarlem.

Zijn docenten waren onder anderen René Daniëls en Marlene Dumas.
De kunstenaar woont en werkt in Tilburg. Het werk van Doorenweerd bevindt zich op het raakvlak van architectuur, landschap en kunst in de openbare ruimte.

## Werken (selectie)
- Vu - Dordt (2002), Stadskantoor Dordrecht aan de Spuiboulevard in Dordrecht
- Hoftoren: Veldwerk (2003), Hoftoren in Den Haag
- Follies[2] (2004), Boswachterij Dorst in Dorst
- Wal/schip interface (2010), wijk Lewenborg in Groningen
- Sun College (2010), Kennisjaren 1994-2014, Zernikecomplex in Groningen
- Permakulturelle Seseke (2010), Emscher Kunst 2010: Uber Wasser Gehen in Lünen
- Nationaal Brandweermonument (2012) in Schaarsbergen
- Vortex (2014), Willem Wilminkplein Enschede
- Zen Mast (2023), Amsterdam

## Fotogalerij

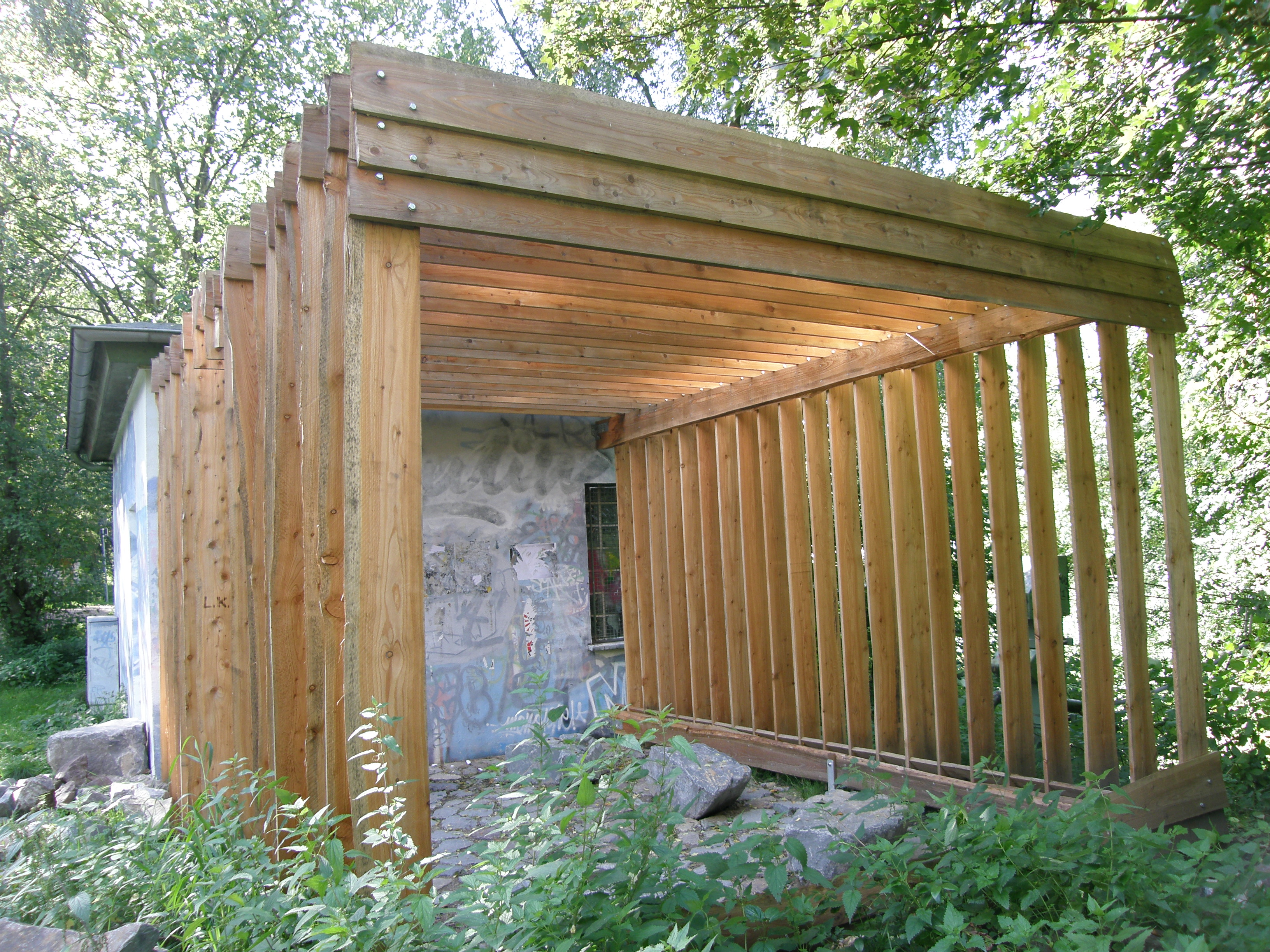
Permakulturelle Seseke (2010)
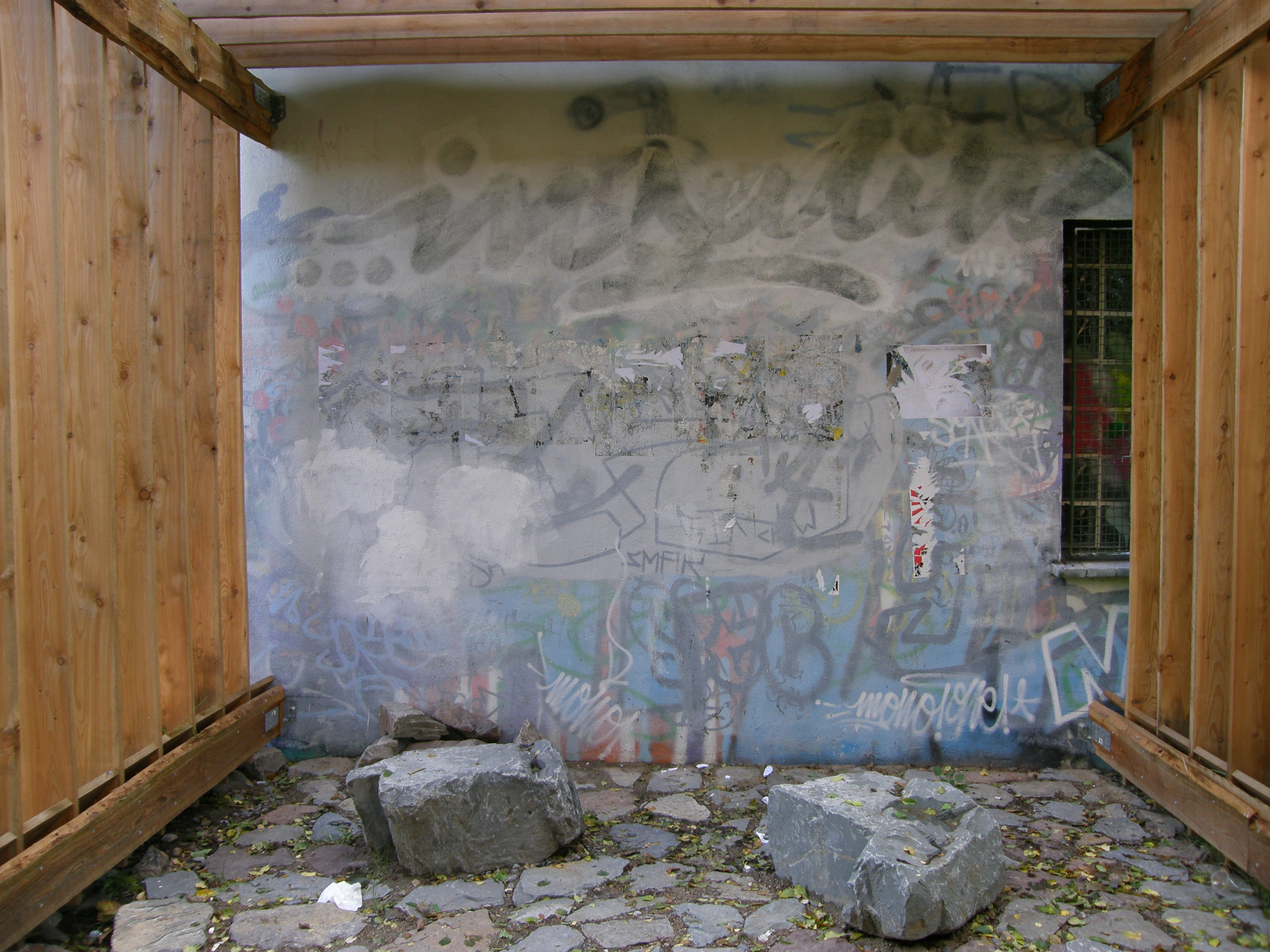
Permakulturelle Seseke
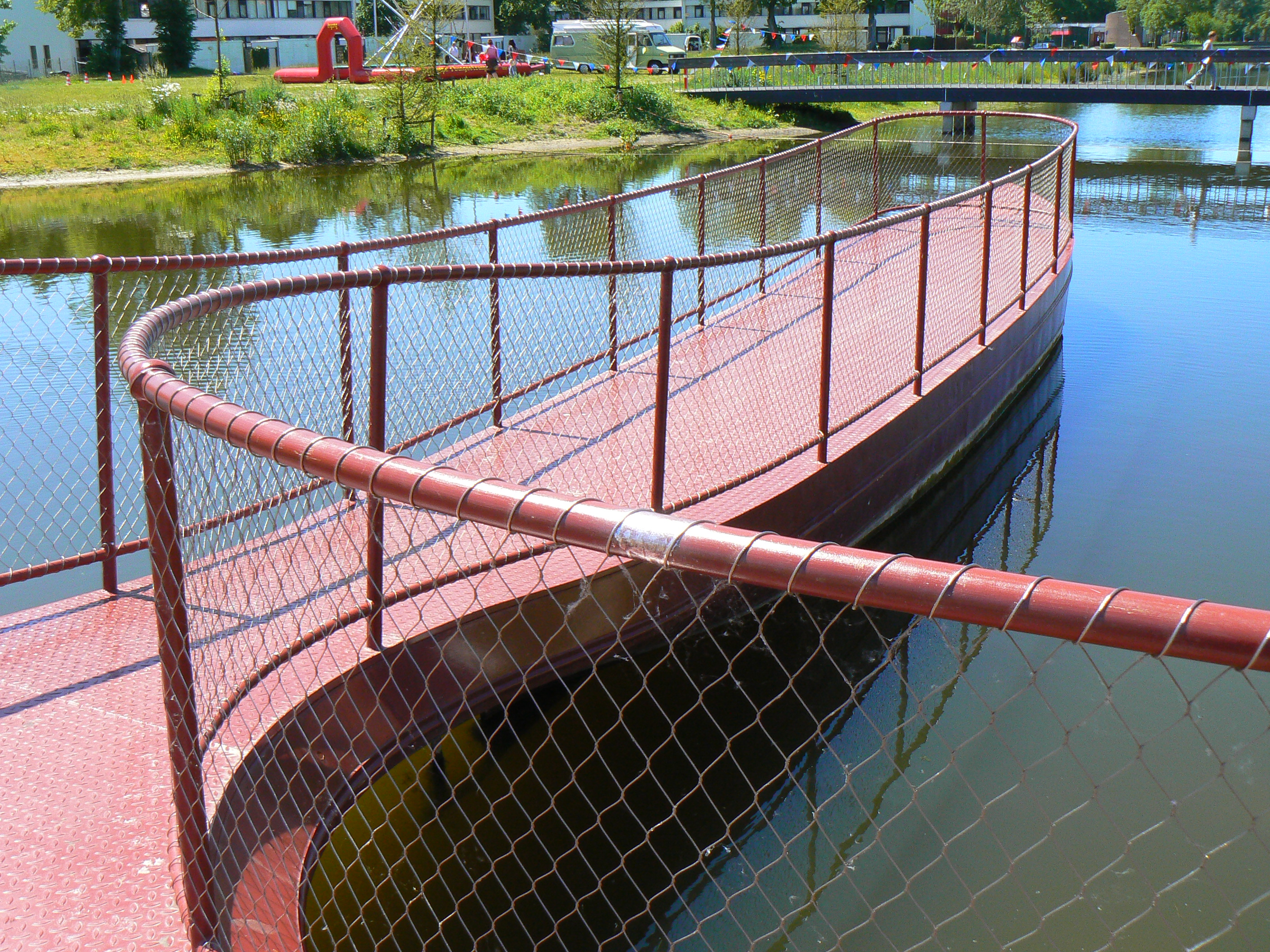
Wal/schip interface (2010)
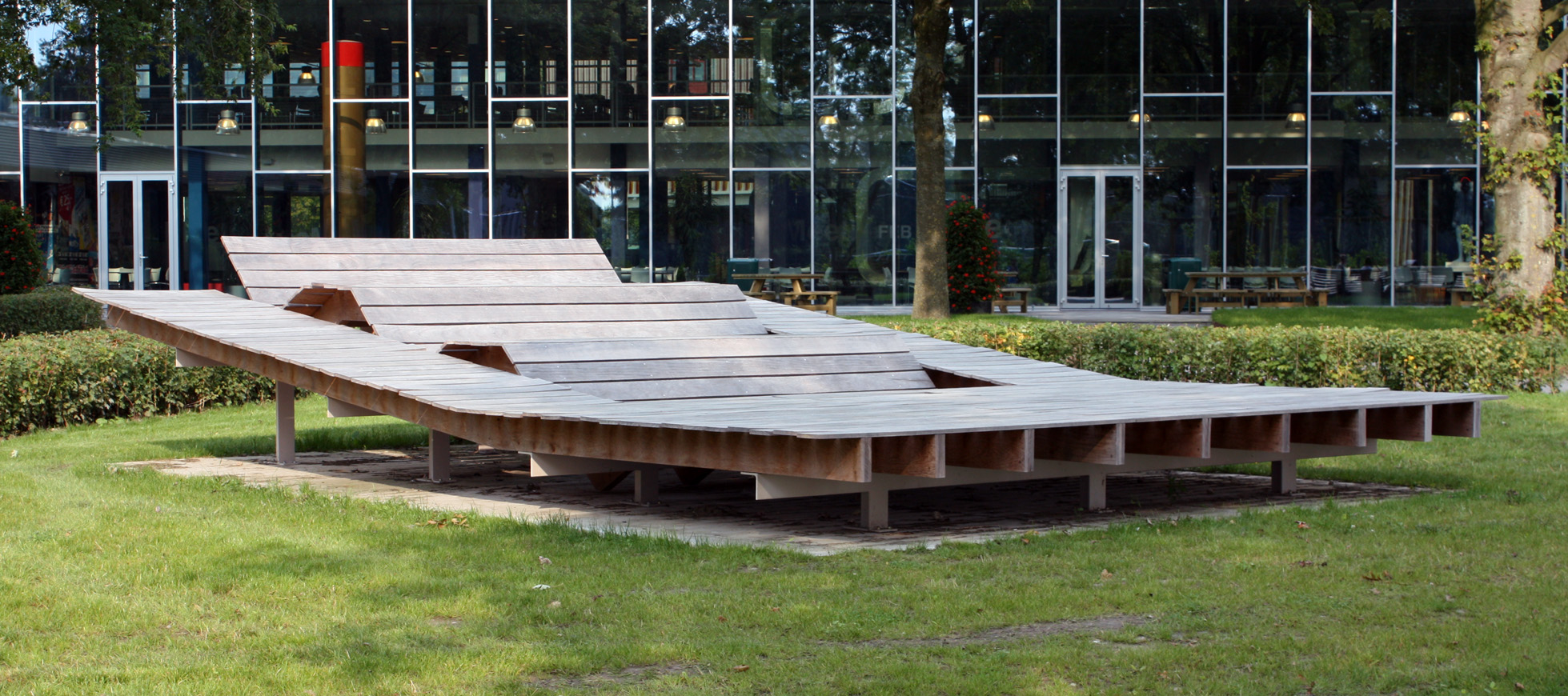
Sun College (2010)